# Aya Shimokozuru
Aya Shimokozuru (7 de junho de 1982) é uma ex-futebolista japonesa que atuava como defensora.

## Carreira
Aya Shimokozuru representou a Seleção Japonesa de Futebol Feminino, nas Olimpíadas de 2004. 